# Kosuke Saito
Kosuke Saito (齋藤 功佑 Saito Kosuke, sinh ngày 16 tháng 6 năm 1997) là một cầu thủ bóng đá người Nhật Bản. Anh thi đấu cho Yokohama FC.

## Sự nghiệp
Kosuke Saito gia nhập câu lạc bộ tại J2 League Yokohama FC năm 2016.